# Membraniporella baueri
Membraniporella baueri is een mosdiertjessoort uit de familie van de Cribrilinidae. De wetenschappelijke naam van de soort is voor het eerst geldig gepubliceerd in 1959 door Soule.